# Giuseppe Corsi
Giuseppe Corsi Evangelisti (Vangelisti) (Corso Celani oder Corsi da Celano genannt; * 1631 oder 1632 in Grafschaft Celano; † nach dem 10. März 1691 in Ancona oder bei Modena) war ein italienischer Komponist von Kirchenmusik.

## Leben und Werk
Giuseppe Corsi besuchte in seiner Jugend eine Jesuitenschule in Rom. Kompositionsunterricht hatte er unter anderem bei Giacomo Carissimi. Corsi war als Kapellmeister in mehreren Städten, wie Gallese, Città di Castello, Neapel, Rom, Loreto, Ancona und Parma tätig. Nach seiner Priesterweihe war er von 1659 bis 1661 als Kapellmeister in der Basilika Santa Maria Maggiore tätig, anschließend bis 1665 in San Giovanni in Laterano und auch in weiteren Kirchen. Zu seinen Schülern zählen unter anderem Giacomo Antonio Perti und Petronio Franceschini.
Unter Papst Innozenz XI. wurde Giuseppe Corsi von der Inquisition angeklagt und verurteilt. Er wurde wegen des Vorwurfs der Entjungferung zunächst gefoltert und später zwei Jahre in der Burg Rocca Albornoz in Narni inhaftiert.
Am 20. Juni 1681 wurde er Kapellmeister am Hof des Herzogs von Parma, 1688 verließ er diesen Posten wegen einer nicht gewährten Gehaltserhöhung. 1691 komponierte er im Auftrag von Prinz Ferdinand de Medici eine Motette im Stil des Giovanni Pierluigi da Palestrina.

## Werke
Von Corsi sind nur Vokalwerke erhalten. Ein Katalog seiner Kompositionen wurde von Giovanni Tribuzio erstellt; er umfasst 83 Werke, die mit dem Kürzel TriCo und der nachfolgenden Werknummer gekennzeichnet sind.